# Coll de les Canaletes
El Coll de les Canaletes és una serra situada al municipi de Tivissa a la comarca de la Ribera d'Ebre, amb una elevació màxima de 164 metres.